# Whanganui River
Der Whanganui River ist der drittlängste Fluss und der längste schiffbare Wasserweg Neuseelands. Er besitzt eine Länge von ungefähr 320 km und fließt ausschließlich durch die Region Manawatū-Whanganui. Anders als sein nördlicher Nachbar, der Waikato River, ist der Whanganui River wesentlich naturbelassener, da er durch keinen großen Ballungsraum, indes aber durch zwei Nationalparks fließt und Neuseelands Zentrum für Flusskajakfahrer ist.

## Namensherkunft
Im Jahr 1991 wurde der Fluss nach dem Willen der ansässigen Iwi (Māori-Stämme) offiziell wieder in Whanganui River umbenannt, nachdem er zuvor lange Wanganui River hieß. Die Stadt und der Distrikt behielten aber über lange Zeit die Schreibweise Wanganui in ihren Namen.

## Juristische Person
Im Jahr 2017 wurde dem Whanganui River, zusammen mit den ihn umgebenden Gebieten, aufgrund seiner kulturellen Bedeutung für das Volk der Māori, der Status einer juristischen Person zuerkannt. Dies geschah weltweit erst zum zweiten Mal bei einer natürlichen Ressource (nach dem ebenfalls in Neuseeland befindlichen Te Urewera).

## Geographie
Der Whanganui River entspringt an den Hängen des Tongariro tief im gleichnamigen Nationalpark. Von dem Berg wendet sich der Fluss durch dichten Regenwald zuerst in Richtung Nordwesten, bevor er bei dem 5000-Einwohner-Städtchen Taumarunui in südwestlicher Richtung weiterführt. Ab hier ist der Fluss schiffbar. Diese hügelige Gegend, die zum einen Teil von ausgedehntem Grasland und zum anderen Teil von heimischem Regenwald bewachsen ist, heißt King Country. Nach diesem rauen, teilweise buschbewachsenen Gebiet wendet sich der Whanganui River in südöstliche Richtung. Bevor er bei Castlecliff, einem Vorort der 42.500-Einwohner-Stadt Whanganui auf ausgedehnte Dünenlandschaften stößt und an der South Taranaki Bight in die Tasmansee mündet, durchströmt er den erst im Jahr 1986 gegründeten Whanganui National Park, der zu beiden Seiten des Flusses die naturbelassenen Regenwaldgebiete schützt, aber den Flusslauf selbst nicht einschließt.
Insgesamt zeichnet sich der Whanganui River, der wie kein anderer großer Fluss Neuseelands die Vielfalt des Landes besser widerspiegelt, durch eine unverwechselbare Umgebung aus: Neben der Tatsache, dass der Fluss zahlreiche oben genannte Vegetationszonen durchströmt, windet sich der Fluss teilweise in unzähligen engen Flussschleifen in tiefen, scharfkantigen Tälern durch den Regenwald. Das ganze Gebiet ist wesentlich dünner besiedelt als zum Beispiel die Ufergegenden des Waikato River, nur wenige asphaltierte Straßen führen durch das Gebiet. Es existiert hier keine Großstadt; die größte Ortschaft ist Whanganui kurz vor der Mündung.

## Legende
Die Entstehung des Whanganui River erklärten sich die Māori mit Hilfe der Mount Taranaki-Legende. Danach soll sich der Mount Taranaki in früheren Zeiten zusammen mit den drei Vulkanen Tongariro, Ruapehu und Ngauruhoe im Zentralen Hochplateau befunden haben. Als der Taranaki aber einen Streit mit dem sich ebenfalls dort befindlichen kleinen Pihanga anfing, wurde dieser von Tongariro in Schutz genommen. Während des Streits wurde unter anderem der Himmel dunkel und die Erde bebte. Nach der verlorenen Auseinandersetzung beschloss der gekränkte und zornige Taranaki, sich von den anderen zu entfernen und fand sich bald an seiner heutigen exponierten Stelle wieder. Die auf seiner Reise hinterlassene Furche füllte sich bald darauf mit klarem Wasser vom Tongariro. Viele Māori glaubten, dass der Taranaki eines Tages wieder zu den anderen Bergen zurückkehren könnte und mieden teilweise dieses Gebiet als Wohnort.

## Geschichte
Trotz dieser Legende waren die Māori die ersten, die den Fluss erkundeten und ihn als Nahrungsquelle nutzten. Die Ehre, als erster Mensch den Fluss entdeckt zu haben, kommt Kupe zuteil. Als immer mehr Polynesier, die in ihren Kanus Neuseeland besiedelten, in diese Gegend kamen, entwickelte sich der Fluss als wichtiger Handels- und Reiseweg. Die ersten Europäer erreichten 1831 die Mündung des Whanganui River und die New Zealand Company gründete 1840 dort das heutige Whanganui, das 20 Jahre später bereits 2000 Einwohner zählte. Obwohl der Fluss über 200 Stromschnellen aufweist und damit nicht immer einfach zu befahren war, diente er dennoch lange Zeit als bedeutendster Weg ins Innere der Nordinsel. Dieser Status wurde mit der Eröffnung der ersten regelmäßig verkehrenden Dampfschifflinie im Jahr 1892 nochmals gestärkt. Mit der Fertigstellung des North Island Main Trunk Railway, der wichtigsten Eisenbahnstrecke der Nordinsel (zwischen Auckland und Wellington) verlor die Dampfschifffahrt ihre Bedeutung und die Wirtschaft der Region richtete sich auf das Forstwesen aus. Heute verkehrt wieder ein restauriertes Dampfschiff, die Waimarie, als Touristenattraktion auf dem Fluss.

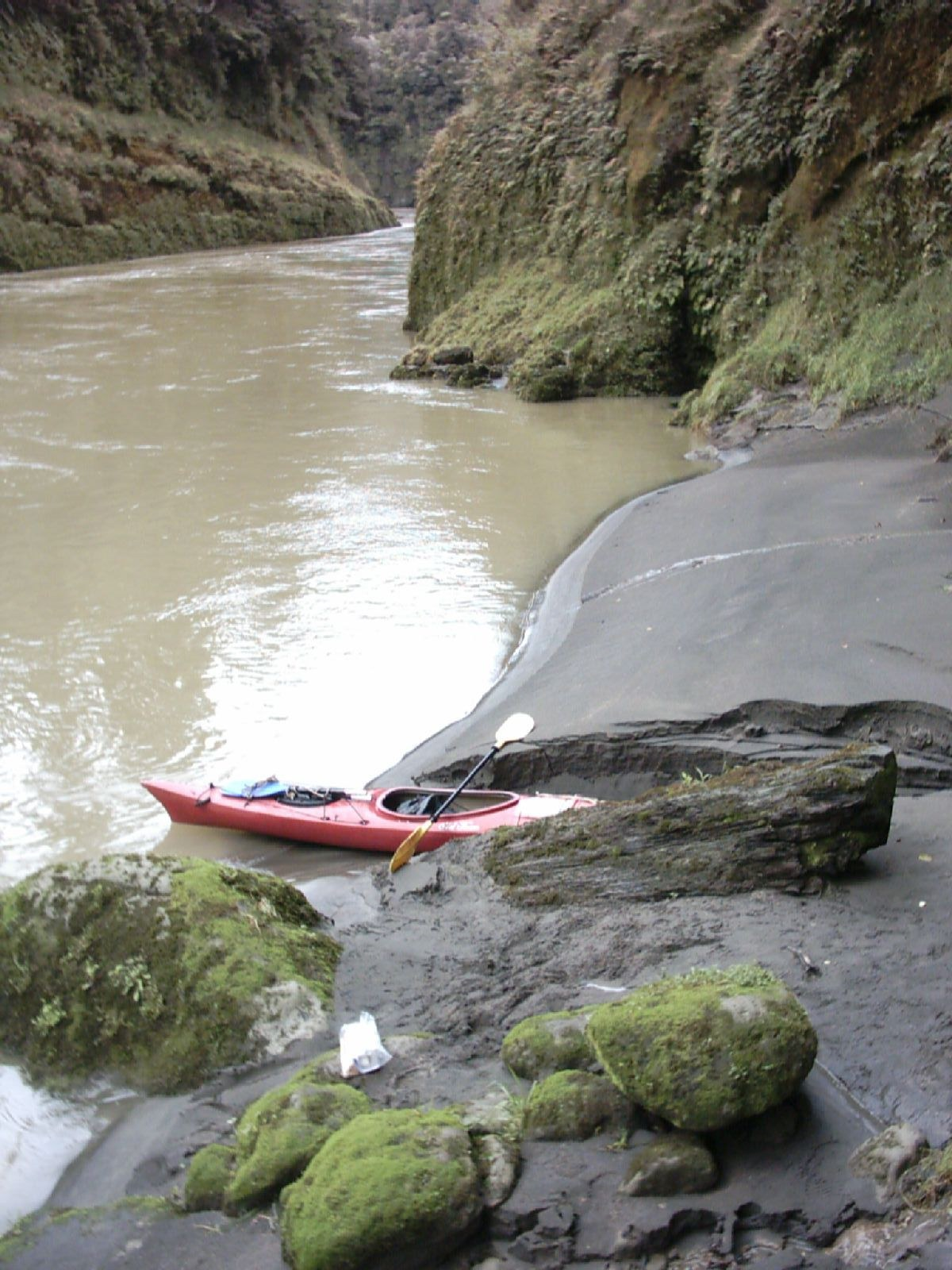
Kajak auf dem Whanganui Journey

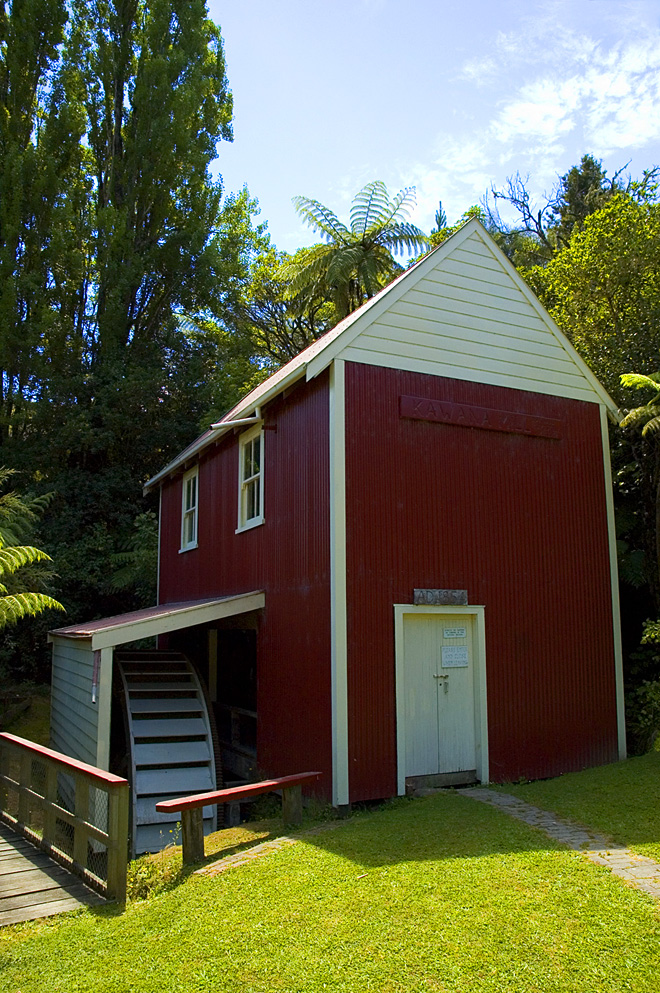
Die restaurierte Kawana-Getreidemühle in Matahiwi (1854)

Zu Beginn des 20. Jh. stellte der Fluss eines der beliebtesten Touristenziele Neuseelands dar. Nach dem Ersten Weltkrieg wurde vergeblich versucht, Kriegsheimkehrer in dem bisher undurchdringlichen Urwald anzusiedeln, die dort Farmen aufbauen sollten. Ein bekanntes Zeugnis für die fehlgeschlagenen "Kolonisierungsversuche" ist die Bridge to Nowhere (deutsch: Brücke nach Nirgendwo). Die 145 km lange Kajak-Tour Whanganui Journey zählt zu den neun Great Walks.
Am 22. März 2017 wurde der Fluss vom neuseeländischen Parlament zur juristischen Person erklärt, um die Möglichkeiten zu verbessern, diesen zu schützen. Zwei zu diesem Zweck eingesetzte Wächter (Guardians) können so beispielsweise im Namen des Flusses gegen Verschmutzung klagen, ohne dazu eine Schädigung Dritter nachweisen zu müssen.

## Flora und Fauna

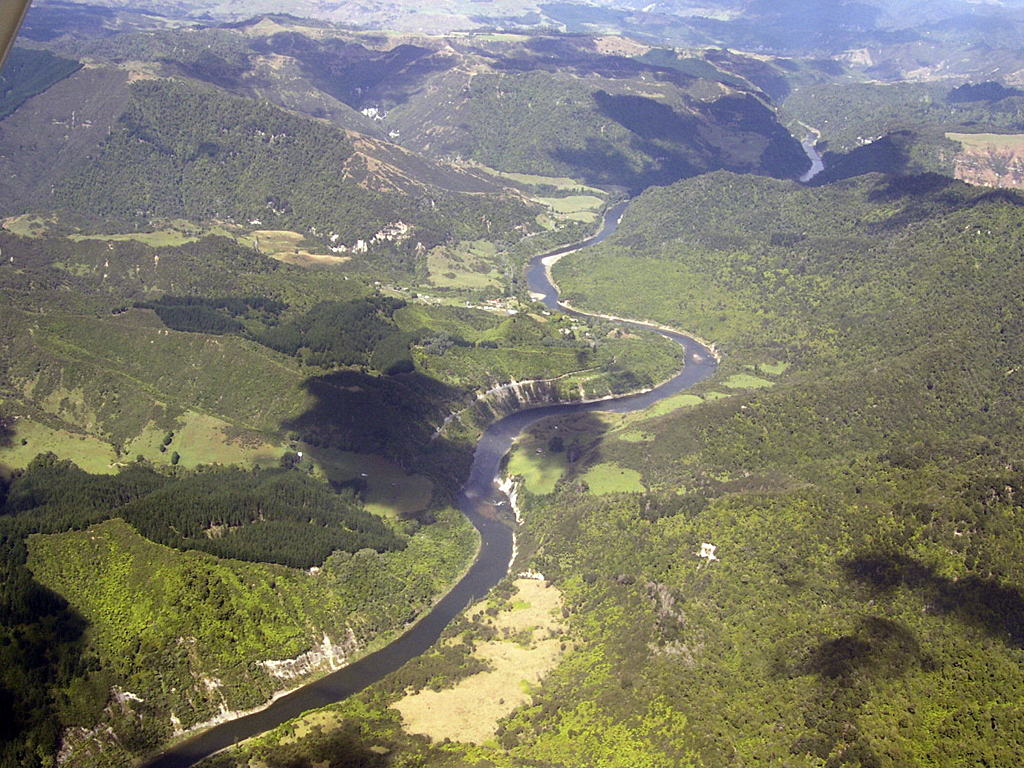
Blick auf den Verlauf des Whanganui River im mittleren Abschnitt zwischen Pipiriki und Whanganui

### Flora
Bevor die ersten Menschen die Region erreichten, war – bis auf wenige Stellen in Sumpfgebieten oder auf Dünen – die ganze Gegend bewaldet. Während auf den Berggraten der Hügel meist Südbuchen wuchsen, stellten Bedecktsamer und Steineibengewächse die Mehrzahl der Baumarten an den Hängen und in der Ebene. Unter Letzteren ist vor allem der Rimu (Dacrydium cupressinum) stark vertreten, obwohl er häufig zur Holzgewinnung gefällt wurde. Unter den Bedecktsamern ist der Tawa (Beilschmiedia tawa) am meisten verbreitet, weitere bekannte Bäume sind Baumfarne sowie Māhoe.

### Fauna
Während im Fluss selbst besonders viele Süßwasseraale und Neunaugen leben, bieten die angrenzenden Regenwälder ausgezeichnete Bedingungen für viele neuseeländische Vogelarten. Beispiele dafür sind der Braune Kiwi (Apteryx mantelli), Schnäpper, der Maori-Glockenhonigfresser (englisch: New Zealand Bellbird; Anthoris melanura), Maori-Fruchttauben (Māori: Kererū; Hemiphaga novaeseelandiae) und viele weitere.